# Vall de San Fernando

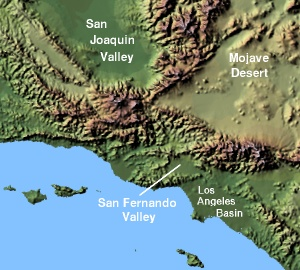
Vall de San Fernando indicada com San Fernando Valley

La Vall de San Fernando, (en anglès San Fernando Valley), és una vall urbanitzada al sud-est de Califòrnia, als Estats Units. Gran part de les seves comunitats són part de la secció nord de la ciutat de Los Angeles.

## Ciutats o districtes
La vall de San Fernando inclou les següents ciutats:
- Los Angeles
- Burbank
- Calabasas
- Hidden Hills
- San Fernando
- Glendale

A més, els següents barris de Los Angeles estan situats a la vall: 
- Arleta
- Balboa Park
- Cahuenga Pass
- Canoga Park
- Chatsworth
- Encino
- Granada Hills
- Lake View Terrace
- Lake Balboa
- La Tuna Canyon
- Mission Hills
- NoHo Arts District
- North Hills
- North Hollywood
- Northridge
- Pacoima
- Panorama City
- Porter Ranch
- Reseda
- Sepulveda
- Shadow Hills
- Sherman Oaks
- Studio City
- Sun Valley
- Sunland
- Sylmar
- Tarzana
- Toluca Lake
- Toluca Woods
- Tujunga
- Valley Glen
- Valley Village
- Van Nuys
- Ventura Business District
- Warner Center
- West Hills
- West Toluca
- Winnetka
- Woodland Hills